# Банда «амазонок»
Ба́нда «амазо́нок» — преступная группировка, действовавшая в течение 15 лет (в 1998–2013 годах) на территории Ростовской области России. Группировка, являвшаяся одной из самых жестоких банд России начала XXI века, получила своё название из-за того, что неподалёку от места одного из преступлений был найден нож с надписью «Моей любимой амазонке», как впоследствии выяснилось не имевший отношения к банде. Банда получила широкую известность, в том числе и за рубежом.

## Создание банды
Создательница банды Инесса Тарвердиева проживала в селе Дивное Ставропольского края с первым мужем и дочерью. Она работала в архиве, её муж был сторожем районной электростанции. В конце 1990-х годов его нашли убитым, это преступление тогда так и осталось нераскрытым.
В конце 1990-х годов Тарвердиева познакомилась с Романом Подкопаевым. По словам Тарвердиевой, именно он убил её первого мужа. Они стали жить вместе. Тарвердиева родила вторую дочь, которую бандиты регулярно брали с собой во время совершения преступлений. В банду входили Инесса Тарвердиева, её старшая дочь Виктория, Подкопаев, сотрудник ДПС Сергей Синельник и его жена Анастасия — родная сестра Подкопаева. Бандиты жили на Ставрополье, но большинство преступлений они совершили в Ростовской области. Они передвигались на автомобиле, нередко ночевали в палатке, которую возили с собой, а отсидевшись в укрытии после преступления, возвращались домой.

## Преступная деятельность
17 февраля 2008 года в Аксае бандиты совершили убийство начальника отдела информационной безопасности Госнаркоконтроля Михаила Злыднева и его жены. Их расстреляли в собственном доме, а потом добили ножами. Убийцы похитили из дома жертв дублёнку, куртку и ТВ-тюнер.
17 июля 2008 года в Аксайском районе на федеральной трассе участники банды расстреляли автомобиль, в котором ехали ростовчане Алексей Сазонов и Юлия Васильева. Сазонов погиб, а Васильева была тяжело ранена. Убийцы похитили барсетку с водительским удостоверением, паспортом и женскую сумочку. Позже девушка, которая осталась инвалидом, рассказала, что слышала женский крик: «Добивай её!»
10 марта 2009 года бандиты ворвались в дом на окраине Новочеркасска и убили двоих находившихся там людей. Они расстреляли их из карабина «Сайга», а потом добили ножом. Убийцы забрали паспорта погибших, ноутбук, фотоаппарат, видеокамеру, женские сапоги, дублёнку и мужскую куртку.
8 июля 2009 года на обочине федеральной трассы М4 «Дон» в Аксайском районе участники банды совершили массовое убийство — подполковника нижегородского СОБРа Дмитрия Чудакова, его жены и двоих малолетних детей. Бандиты похитили у убитых фотоаппарат, ноутбук, фен и деньги на общую сумму 43,5 тысячи рублей. Это стало самым громким преступлением банды. Уже через два месяца следователи объявили о раскрытии преступления. В нём был ошибочно обвинён житель города Аксай Алексей Серенко, который два года провёл в СИЗО. Причём единственной уликой против него стали результаты баллистической экспертизы. Как посчитал эксперт Минюста, именно из гладкоствольного карабина Серенко и были убиты Чудаковы, а также ещё как минимум трое людей — жертвы других совершённых в окрестностях преступлений. На самом деле выводы экспертизы были ошибочны. Позже следствие доказало, что Чудаковы были убиты «бандой амазонок», в доме Тарвердиевой были найдены документы и вещи Чудаковых.
19 сентября 2012 года в Новочеркасске бандиты убили из охотничьих ружей двоих сотрудников вневедомственной охраны, Василия Камфорина и Владимира Мандрика, устроив засаду с целью завладеть оружием полицейских и разбив ночью окно в стоматологической поликлинике, чтобы сработала сигнализация. Убийцы похитили служебное оружие полицейских — автомат Калашникова и два пистолета.
29 ноября 2012 года в Новочеркасске бандиты проникли в дом жителя города Вадима Ложкова с целью ограбления. Мужчина стал преследовать грабителей, но был убит. В него стреляли из оружия, похищенного у сотрудников вневедомственной охраны.
16 марта 2013 года в Аксае участниками банды был убит автоинспектор Николай Куцеконь, который вышел из квартиры на улицу, услышав, что сработала сигнализация его автомобиля. Он увидел подозрительных людей возле машины, попытался их задержать, но был смертельно ранен.
8 апреля 2013 года на окраине Новочеркасска, рядом с продуктовым магазином, бандиты расстреляли автомобиль сотрудников частного охранного предприятия, приехавших проверить, почему сработала сигнализация. Раненый водитель Николай Корсунов смог уехать, а его напарник Юрий Стаценко скончался в больнице. Бандиты стреляли в них из оружия, похищенного у сотрудников вневедомственной охраны.
24 апреля 2013 года в Аксайском районе бандитами был убит автоинспектор Андрей Юрин, который поздно вечером решил перегнать автомобиль. Когда он вышел из дома, участники банды расстреляли его в упор. Они попытались ворваться в дом, но дверь была закрыта, там спрятались супруга и ребёнок полицейского. Бандиты ретировались, так ничего и не взяв.
8 сентября 2013 года в Аксае бандиты ночью ворвались в частный дом, убили хозяев, похитили продукты питания (три бутылки шампанского и упаковку куриных окорочков). После того, как бандиты покинули дом, их случайно заметили проезжавшие мимо сотрудники вневедомственной охраны Шаховой и Лагода. Они окликнули подозрительных людей около скутера, а те сразу же открыли огонь по полицейским. Шаховой погиб, а Лагода был ранен в руку, но сумел открыть огонь по бандитам, добежать до машины и вызвать помощь по рации. Прибывший вскоре наряд полиции, при прочёсывании лесополосы, обнаружил убитого Подкопаева и раненую Викторию Тарвердиеву.

## Аресты, следствие и суд
В тот же день Инесса Тарвердиева была задержана в Аксайском районе. Несколько позже по подозрению в пособничестве банде были задержаны Сергей и Анастасия Синельник.
Всем четверым задержанным были предъявлены обвинения по статьям 209 (бандитизм), 317 (посягательство на жизнь сотрудника правоохранительного органа) и 105 (убийство) УК РФ.
На допросах и следственных экспериментах Инесса Тарвердиева вела себя крайне уверенно. По словам следователей, она будто восторгалась собой, чувствовала себя героем, словно настал её звёздный час. Тарвердиева подтвердила следователям, что основной состав убитых неслучаен. На допросах она сказала, что сотрудников полиции она убивала из личной ненависти, а во время одного из следственных действий сказала: «Жаль, что мало их убила».
Расследованием преступлений, совершённых бандой, не сразу объединённых в одно уголовное дело, занимались следователи Следственного комитета России. В различное время в следственную группу входили следователи следственных отделов по Аксайскому району, Новочеркасску, Нижегородской области, Главного следственного управления.
В итоге суд присяжных признал подсудимых виновными по 95 пунктам обвинения: на счету банды 10 доказанных убийств, 2 покушения на убийство, бандитизм, незаконный оборот оружия, а также множество эпизодов кражи, разбоя и посягательства на жизнь сотрудников правоохранительных органов. 5 декабря 2017 г. Инессу Тарвердиеву приговорили к 21 году колонии, Викторию — к 16, Анастасию Синельник — к 19, а её мужа Сергея — к 20 годам строгого режима, с лишением специального звания старшего лейтенанта милиции. Апелляционным определением Верховного Суда РФ от 18.05.2018 № 41-АПУ18-5СП приговор оставлен без изменения.
В британской газете The Daily Mail была опубликована большая статья про Инессу Тарвердиеву и её семью.
Расследование дела банды «амазонок» продолжается. Сотрудники следственных органов не исключают, что счёт преступных эпизодов может идти на десятки, причём большая часть из них — это убийства (по мнению следствия, всего бандиты совершили не менее 20 убийств) и нападения. Следственный комитет России прогнозирует ещё один судебный процесс над членами банды, в ходе которого будут рассмотрены обвинения в совершении преступлений, которые не были предъявлены на процессе 2017 года.

### Второй процесс
В конце лета 2020 года в Ростовском областном суде начался второй процесс по преступлениям банды. На этот раз обвинения предъявлены ещё по 98 эпизодам преступной деятельности группировки, из которых 10 — убийства. В итоге суд в феврале 2023 года признал их виновными по дополнительным эпизодам, Инессу и Викторию Тарвердиевых приговорили к 25 годам колонии общего режима, Анастасию Синельник — к 24, а её мужа Сергея Синельника — к 25 годам колонии строгого режима, в декабре 2023 года приговор ему ужесточили до пожизненного лишения свободы в колонии особого режима.

## Происхождение названия
Своё название — «банда амазонок» — преступная группировка получила благодаря журналистам, освещавшим расследование совершённых бандой преступлений; в качестве самоназвания банды это словосочетание никогда не использовалось. По-видимому, называть банду так начали после того, когда стало известно, что недалеко от места убийства Дмитрия Чудакова и его семьи был найден нож с гравировкой «Моей любимой амазонке». В СМИ высказывались предположения, что этим ножом действовала Инесса. Однако, по словам заместителя руководителя СУ СК России по Ростовской области Игоря Березина, нож принадлежал девушке, не имеющей никакого отношения к банде и её преступлениям.

## Критика официальной версии следствия
Журналистами «Новой газеты» было проведено собственное расследование обстоятельств задержания членов банды и очень подробно — обстоятельств гибели семьи Дмитрия Чудакова, вызвавших большой общественный резонанс. По мнению журналистов, следственные органы в очередной раз сфабриковали доказательства и улики, приписав банде «амазонок» те преступления, которых они не совершали. На предварительных слушаниях в Ростовском областном суде мать Дмитрия Чудакова — Валентина Чудакова — заявила о непричастности банды «амазонок» к убийству её сына и заявила ходатайство об отправке уголовного дела на дополнительное расследование. Суд отклонил ходатайство, ссылаясь на неадекватное поведение Валентины Чудаковой.

## В культуре
Дело банды «амазонок» было положено в основу романов «Антикиллер-5. За своего» и «Антикиллер-6. Справедливость точно не отмеришь» известного писателя Данила Корецкого. В 2020 году на канале НТВ вышел сериал «Лихач», сюжет одного из фильмов был частично основан на деле банды «амазонок». В 2021 году на НТВ вышел сериал «Капкан для монстра», также основанный на деле этой банды.